# Anopheles darlingi
Anopheles darlingi é um mosquito, hospedeiro e transmissor da malária e o principal vetor de malária no Brasil, pertencente ao género Anopheles, que vive em regiões tropicais e subtropicais, na América Central e do Sul vivendo em áreas de baixas altitudes, preferindo grandes corpos d'água onde tenha muito pouca ou nenhuma correnteza e florestas. A larva utiliza as margens águas, preferencialmente, profundas, limpas, pouco turvas e ensolaradas ou parcialmente sombreadas, se escondendo entre a vegetação ou detritos, mas podendo em períodos mais chuvosos utilizar corpos de água de tamanho e profundidade menores, como poças e buracos feitos por patas de animais.
É o anofelino mais frequente dentro do moradia humana e tem elevado nível de ataques ao homem e associação com a moradia humana, costumando atacar o homem no interior de suas casas, em horário crepuscular.

## Referência bibliográfica
- Consoli RAGB, Lourenço-de-Oliveira R. (1994). "Principais mosquitos de importância sanitária no Brasil" (PDF)  . Editora Fundação Instituto Oswaldo Cruz, Rio de Janeiro, Brasil.